# 佴姓
佴姓是中文姓氏之一，在《百家姓》中排第490位。在现代是极罕见的姓氏。

## 起源
佴姓是以地名为姓氏。《氏族略》记载：“江宁有佴村，是佴氏所居之村也”。另外在云南、山东和明朝时的滁州都有佴姓。

## 外部連結
[在维基数据编辑]
 《百家姓》
 《欽定古今圖書集成·明倫彙編·氏族典·佴姓部》，出自陈梦雷《古今圖書集成》